# Uniwersytet w Grazu

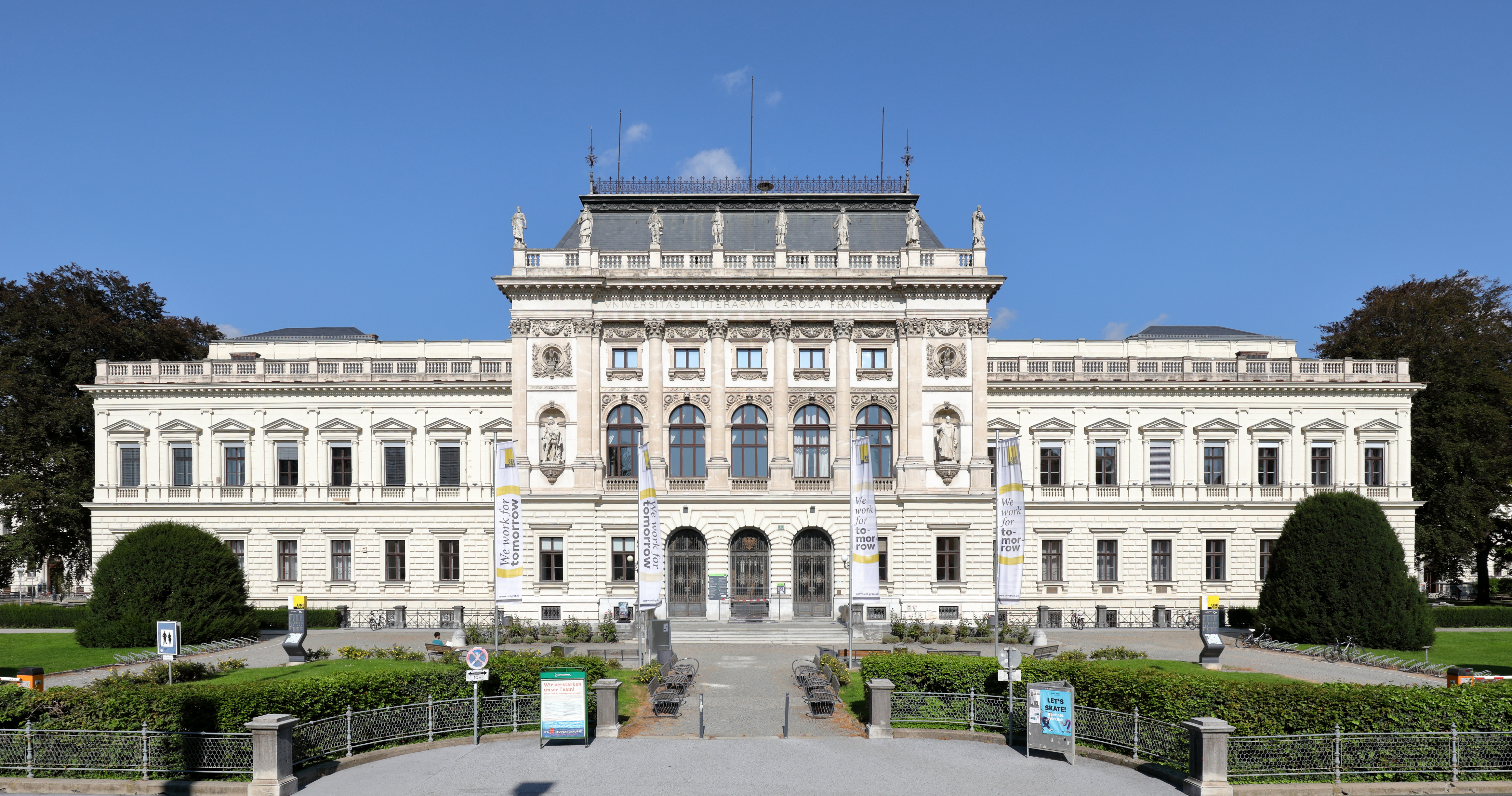
Główny budynek uczelni w Grazu

Uniwersytet w Grazu, pełna nazwa Uniwersytet Karola i Franciszka w Grazu (niem. Karl-Franzens-Universität Graz) – austriacki uniwersytet publiczny w Grazu, największy w Styrii, a drugi w kraju (po Uniwersytecie Wiedeńskim).
Obecna nazwa uczelni (nadana w 1827) pochodzi od arcyksięcia Karola Styryjskiego, który ją założył w 1585, oraz Franciszka II Habsburga, który wznowił działalność uniwersytetu w 1827 (po jego zamknięciu w 1782 przez Józefa II Habsburga).

## Wydziały
- Wydział Teologiczny (Katholisch-Theologische Fakultät)
- Wydział Prawa (Rechtswissenschaftliche Fakultät)
- Wydział Nauk Społecznych i Ekonomicznych (Sozial- und Wirtschaftswissenschaftliche Fakultät)
- Wydział Nauk Humanistycznych (Geisteswissenschaftliche Fakultät)
- Wydział Nauk Przyrodniczych (Naturwissenschaftliche Fakultät)
  - Instytut Nauk o Ziemi (Institut für Erdwissenschaften)
  - Instytut Botaniki (Institut für Pflanzenwissenschaften)
  - Instytut Farmacji (Institut für Pharmazeutische Wissenschaften)
  - Instytut Fizyki (Institut für Physik)
  - Instytut Geografii i Badań Kosmicznych (Institut für Geographie und Raumforschung)
  - Instytut Matematyki (Institut für Mathematik und Wissenschaftliches Rechnen)
  - Instytut Zoologii (Institut für Zoologie)
  - Instytut Biologii Molekularnej (Institut für Molekulare Biowissenschaften)
  - Instytut Psychologii (Institut für Psychologie)
  - Instytut Chemii (Institut für Chemie)
- Wydział Nauk o Środowisku, Regionie i Edukacji (Umwelt-, Regional- und Bildungswissenschaftliche Fakultät)

## Laureaci Nagrody Nobla
- Ivo Andrić, 1924, filologia
- Walther Nernst, 1920, chemia – studiował w 1886
- Fritz Pregl, 1923, chemia – w Grazu od 1913 do śmierci w 1930
- Julius Wagner-Jauregg, 1927, medycyna – w Grazu od 1889 do 1893
- Erwin Schrödinger, 1933, fizyka – w Grazu od 1936 do 1938
- Otto Loewi, 1936, medycyna – w Grazu od 1909 do 1938
- Victor Franz Hess, 1936, fizyka – w Grazu od 1893 do 1906 (nauka), 1919–1931 i 1937/1938
- Karl von Frisch, 1973, medycyna – w Grazu od 1946 do 1950

## Inni znani uczeni
- Hermann Beitzke, niemiecki badacz gruźlicy
- Ludwig Boltzmann, fizyk
- Theodor Escherich, pediatra i bakteriolog
- Albert von Ettingshausen, fizyk
- Hans Gross, kryminolog
- Paul Guldin, szwajcarski matematyk
- Ludwik Gumplowicz, polski socjolog
- Franz Krones, historyk
- Arnold Luschin, historyk prawa
- Ernst Mach, fizyk
- Alexius Meinong, filozof
- Nikola Tesla, serbski wynalazca, konstruktor cewki Tesli
- Alexander Rollett, fizjolog
- Leopold von Sacher-Masoch, pisarz
- Johannes Schmidt, niemiecki językoznawca
- Hugo Schuchardt, niemiecko-austriacki romanista
- Joseph Schumpeter, ekonomista
- Alfred Wegener, niemiecki autor teorii wędrówki kontynentów